# Isaac Assa
Isaac Assa Farca (Tel Aviv, 12 de marzo de 1964) es un empresario mexicano-israelí, que se ha desempeñado en el sector textil, inmobiliario y de ciberseguridad, así como consultor para empresas y gobiernos.
Es fundador y presidente de ILAN (Israel Innovation Network), una organización no gubernamental que promueve la innovación y los lazos con Israel.

## Biografía
Isaac Assa Farca nació en Tel Aviv, Israel, pero su familia se radicó en México hijo de Benjamín Assa Duek.sastre de oficio y soldado durante la guerra árabe-israelí de 1948.Benjamin se había establecido en México en 1957. Luego contrajo matrimonio con Rebeca Farca Romano, madre de Isaac. Isaac creció en Tecamachalco, dentro de la zona norponiente de la Ciudad de México.
Isaac cursó sus estudios primarios y secundarios en el Colegio Hebreo Monte Sinaí.
En 1986, Assa contrajo matrimonio con Alicia Cojab, con quien tiene cinco hijos. Varios de sus hijos tienen cargos directivos en empresas del Grupo Assa.

### Actividad empresaria
El Grupo Assa tiene origen en 1963, cuando Benjamín Assa se asoció con las familias Kalach y Warshow para crear Zentrix en México.En 1978, adquieren las instalaciones de Atizapán de Zaragoza.Fue nombrado director en 1984.En 1984, el Grupo adquiere la empresa Lartel, las marcas Berlei, Playtex, Piorette, Olga, Baly, entre otros.
En 1995, Isaac Assa se radica en Nueva York para establecer las oficinas del grupo en Estados Unidos, país que concentra el 90% del mercado de Zentrix, como proveedor marcas de ropa deportiva como Nike, Under Armour y Lululemon.
En 2014, Akza, consultora de inteligencia empresarial y gubernamental; y en 2019, Axterra, dedicada al negocio inmobiliario. En 2020 creó ICE, dedicada a ciberseguridad.

### Filantropía
Desde 2010, Assa es miembro del Centro Peres por la Paz y la Innovación. 
ref>«ILAN entrega reconocimiento a Modi Ephraim por su apoyo a la organización». Consulado de Israel en Guayaquil. Consultado el 8 de septiembre de 2024.</ref>
Assa fue uno de los impulsores de "Sembrando vida", un programa insignia del gobierno mexicano durante la presidencia de Andrés Manuel López Obrador,que consistió en la siembra de árboles maderables y frutales en más de un millón de hectáreas del territorio nacional, donde participan unos 630.000 agricultores.La presidenta electa Claudia Sheinbaum declaró su intención de darle continuidad al programa durante su gestión.
En agosto de 2023, Issac Assa donó un extenso mural, a cargo del artista plástico Julio Carrasco Bretón, que se encuentra emplazado en la zona de migración del Aeropuerto Internacional Ben Gurión.
El 20 de julio de 2024, Assa entregó un premio de ILAN a la innovación política al presidente argentino Javier Milei.